# Ice Hockey Superleague
Die Ice Hockey Superleague war von 1996 bis 2003 die höchste professionelle Eishockeyliga im Vereinigten Königreich. Sie war Nachfolger der Premier Division der British Hockey League und wurde nach der Saison 2002/03 durch die Elite Ice Hockey League abgelöst. Einige Teams wechselten in die zweithöchste Liga, die British National League.

## Teams
- Ayr Scottish Eagles (1996–2002)
- Basingstoke Bison (1996–1998)
- Belfast Giants (2000–2003)
- Bracknell Bees (1996–2003)
- Cardiff Devils (1996–2001)
- London Knights (1998–2003)
- Manchester Storm (1996–2002)
- Newcastle Jesters (vorher erst Newcastle Cobras, dann Newcastle Riverkings) (1996–2001)
- Nottingham Panthers (1996–2003)
- Sheffield Steelers (1996–2003)

## Meister
- 1996/97 Cardiff Devils
- 1997/98 Ayr Scottish Eagles
- 1998/99 Manchester Storm
- 1999/2000 Bracknell Bees
- 2000/01 Sheffield Steelers
- 2001/02 Belfast Giants
- 2002/03 Sheffield Steelers

## Ehemalige Spieler (Auswahl)
- Paul Adey
- Scott Allison
- Kelly Askew
- Paul Beraldo
- Éric Bertrand
- Chris Brant
- Rich Bronilla
- Greg Bullock
- Giuseppe Busillo
- Shawn Byram
- Calle Carlsson
- Éric Charron
- Denis Chassé
- Wayne Cowley
- Dale Craigwell
- Marty Dallman
- Rob Dopson
- Joe Ferras
- Trevor Gallant
- Piero Greco
- Jim Hrivnak
- Iiro Järvi
- Lee Jinman
- Dale Junkin
- Stefan Ketola
- Blake Knox
- Mark Kolesar
- Frank Kovacs
- Paul Kruse
- Jiří Lála
- Derek Laxdal
- Ivan Matulik
- Shayne McCosh
- Roy Mitchell
- Mark Montanari
- Mikhail Nemirovsky
- Barry Nieckar
- Kraig Nienhuis
- Janne Niskala
- Jim Paek
- Vincent Riendeau
- Vezio Sacratini
- Jeff Sebastian
- Kayle Short
- Jamie Steer
- Steve Thornton
- Randall Weber
- Dody Wood